# Lundt & Kallmorgen
Das Architekturbüro Lundt & Kallmorgen war von 1891 bis zum Tode Kallmorgens (1924) im Hamburger Raum tätig und ist durch die Errichtung des Hanseatischen Oberlandesgerichts bekannt geworden.

## Leben
Georg Kallmorgen (* 14. November 1862 in Altona; † 1. Januar 1924 in Altona) war der Sohn des Maurermeisters Jacob Friedrich Th. Kallmorgen, der seit 1866 mit dem Architekten Manfred Semper, dem Sohn von Gottfried Semper, zusammenarbeitete. Georg Kallmorgen studierte zusammen mit Werner Lundt (* 18. September 1859 in Hamburg; † 17. Juni 1938 in Hamburg) Architektur an der Technischen Hochschule (Berlin-)Charlottenburg, unter anderem bei Julius Carl Raschdorff. Nach dem Tode seines Vaters (1891) übernahm Kallmorgen den väterlichen Betrieb und führte ihn gemeinsam mit Lundt als Architekturbüro Lundt & Kallmorgen.
Kallmorgen heiratete 1894 Lydia Luise Franke. 1902 wurde als zweiter Sohn Werner geboren, der ebenfalls Architekt wurde. Von 1908 bis 1914 war Kallmorgen Bausenator in Altona.

## Werk
Das Büro beschäftigte sich in den ersten Jahren mit der Errichtung von Villen im Bereich Hamburg, für die zum Teil Eigentümer in der Kaufmannsschaft gefunden wurden. Kallmorgen besuchte 1901 die Ausstellung der Darmstädter Künstlerkolonie auf der Mathildenhöhe, die seine Arbeiten in Ansätzen beeinflusste. Das Büro gewann nach mehreren größeren Aufträgen nach 1900 – z. B. Kaiserhof in Altona (1943 zerstört), Kirdorf- und Klöpperhaus – an Ansehen. In diesen Jahren wurde Fritz Höger im Büro zum technischen Zeichner ausgebildet.
- 1893: Palmaille 124
- 1895: Villa für den Bankier Max Magnus in Hamburg-Winterhude, Rondeel 41
- 1898–1899: Mausoleum für den Holzhändler Ernst Carl Francke (1823–1895) und seine Familie in Berlin-Friedrichshain, auf dem heutigen Georgen-Parochial-Friedhof II, Landsberger Allee / Friedenstraße (unter Denkmalschutz)[3]
- 1902: Villa Köster in Neumünster, Parkstraße 11
- 1901–1902: Bürohaus für A. C. de Freitas & Co.[4], 1918 an das Rheinisch-Westfälische Kohlensyndikat verkauft, dann genannt Kirdorfhaus (nach Emil Kirdorf), in Hamburg, Ballindamm 17, Ferdinandstraße 38/40 (1921 aufgestockt und erweitert)[5]
- 1901–1902: Hotel Kaiserhof (1943 zerstört)
- 1902–1904: Verwaltungsgebäude für den Deutschnationalen Handlungsgehilfen-Verband in Hamburg, Holstenwall 4 (nach mehreren Umbauten bzw. Erweiterungen durch verschiedene Architekten jetzt Teil des Brahmskontors)
- 1902–1904: Klöpperhaus (heute: Altes Klöpperhaus) in Hamburg, Rödingsmarkt 9[6]
- 1904: Villa an der Elbchaussee 239, errichtet für den Hamburger Reeder und Kaufmann Carlos de Freitas[7]
- 1904–1905: Scholvienhaus in Hamburg, Ferdinandstraße 2a / Glockengießerwall 26[8]
- 1905: Zeilenwohnhaus Mövenstraße 5 in Hamburg[9]
- 1906–1907: Baugruppe Feldbrunnenstraße 50–54 in Hamburg
- 1907: Elbchaussee 268, seit 1992 Generalkonsulat der Volksrepublik China.[10][11][12]
- 1907–1908: Kontorhaus Globushof in Hamburg, Trostbrücke 2 (im Stil der Heimatschutzbewegung mit Klinkern und barockisierenden Sandsteinelementen)[13]
- 1907–1910: Bankgebäude der Neuen Hamburger Sparkasse in Hamburg, Ferdinandstraße 5 / Brandsende / Raboisen[8]
- 1907–1912: Hanseatisches Oberlandesgericht in Hamburg, Sievekingplatz 2[14]

Das Büro hatte im Wettbewerb nur einen der 2. Preise erreicht (ein 1. Preis wurde nicht vergeben) und erst nach längerer Zeit den Auftrag erhalten, der aufgrund von ständigen Nachforderungen und Unstimmigkeiten über die Honorarhöhe unerfreulich verlief.
- 1908–1909: „Haus Malepartus“ für Friedrich August Neubauer in Bargteheide[16]
- 1908: Wohnhaus Feldbrunnenstraße 56 in Hamburg (jetzt: Haus der ZEIT-Stiftung)
- 1908–1909: Villa für Albert Ballin in Hamburg, Feldbrunnenstraße 58 (Fassade in Muschelkalk und Sandstein; jetzt UNESCO Institute for Lifelong Learning)[17]
- 1910: Doppelhaus Feldbrunnenstraße 64–66
- 1910: Wohnhaus-Gruppe Abteistraße 28–36 in Hamburg
- 1911–1912: Thalia-Theater in Hamburg, Alstertor 2 (Neubau als Ersatz des älteren Theaters auf der gegenüberliegenden Straßenseite; 1943 zerstört; Wiederaufbau 1950–1960 durch Werner Kallmorgen).[18]

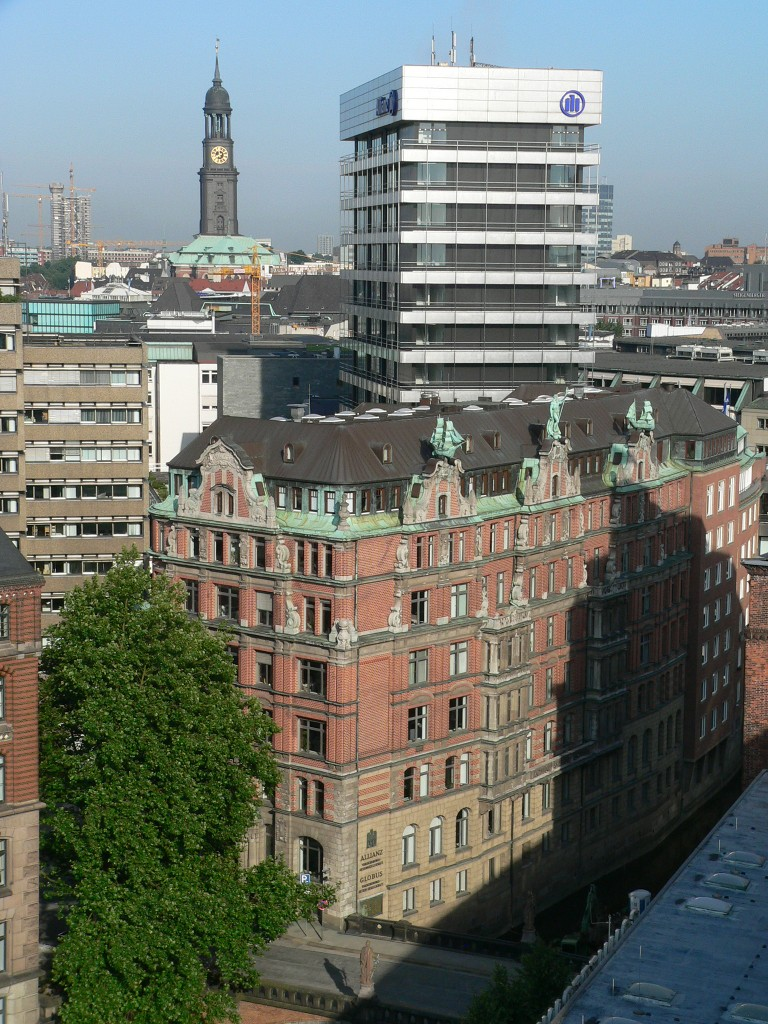
Globushof
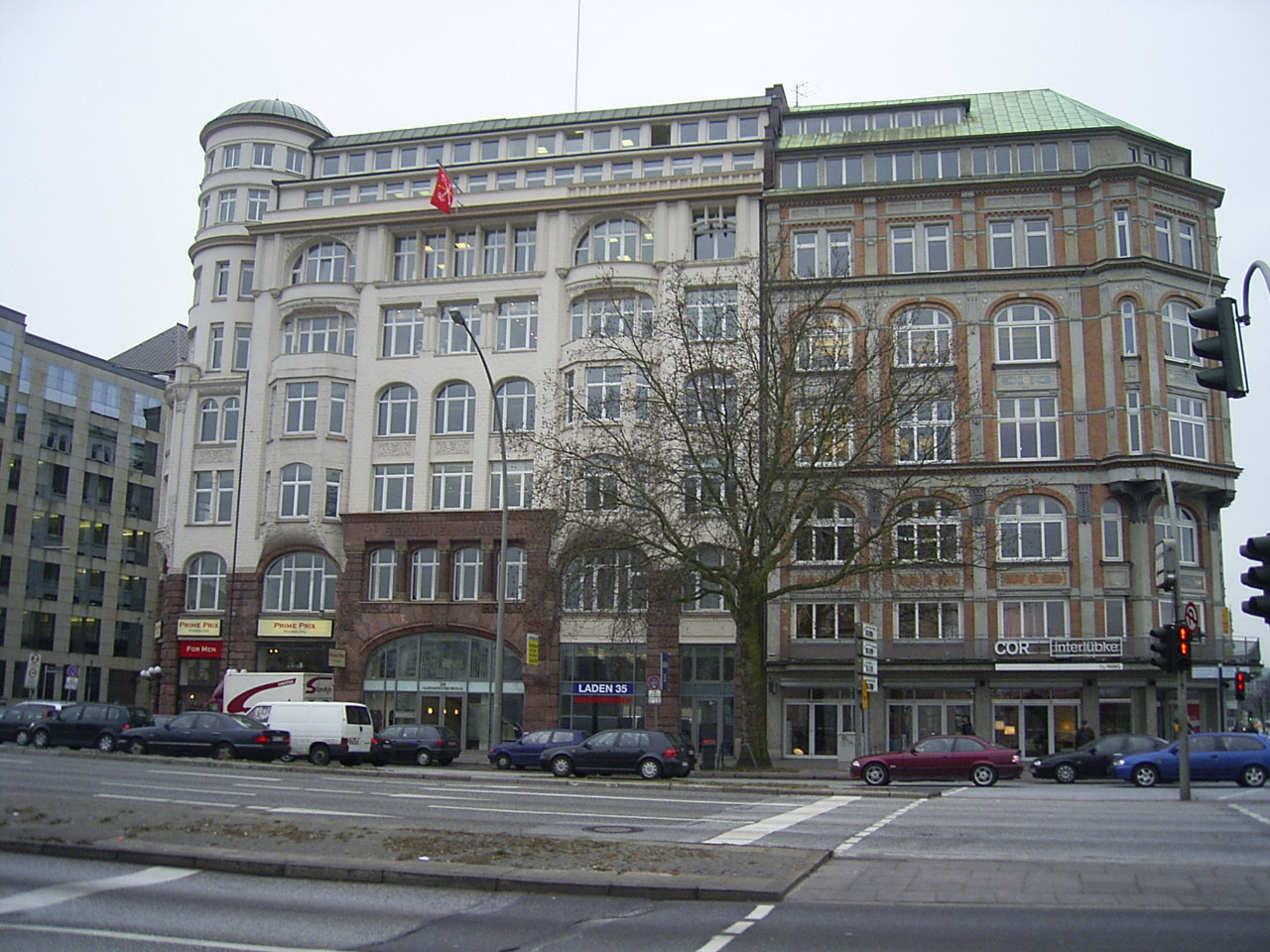
Scholvienhaus
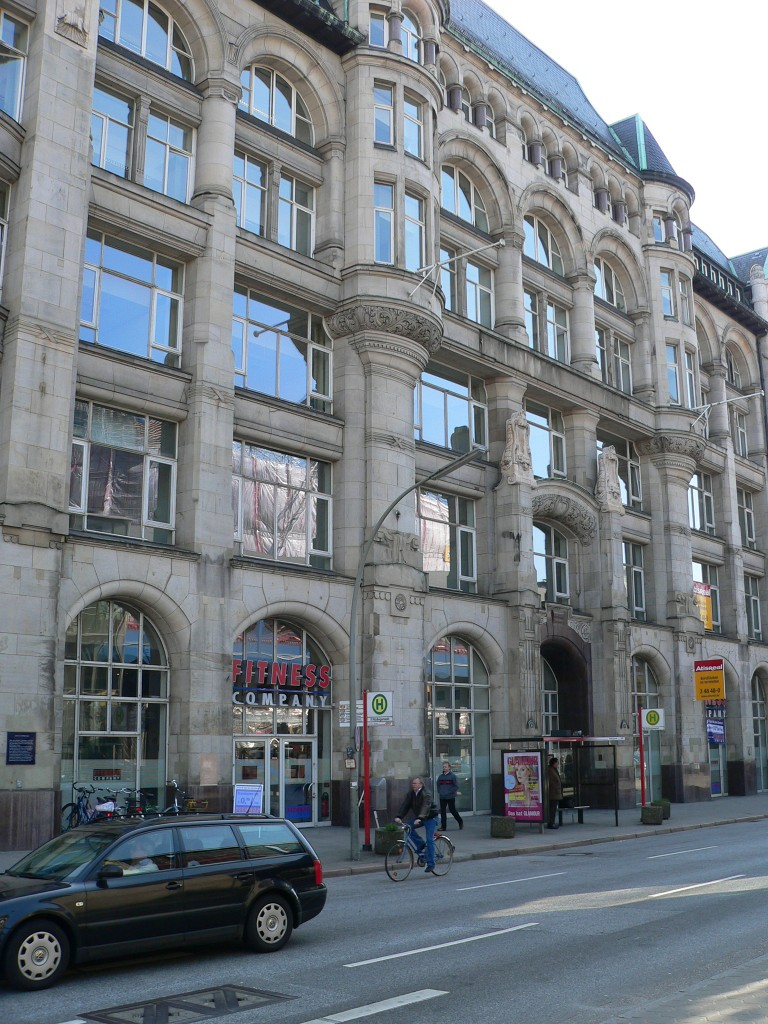
Klöpperhaus
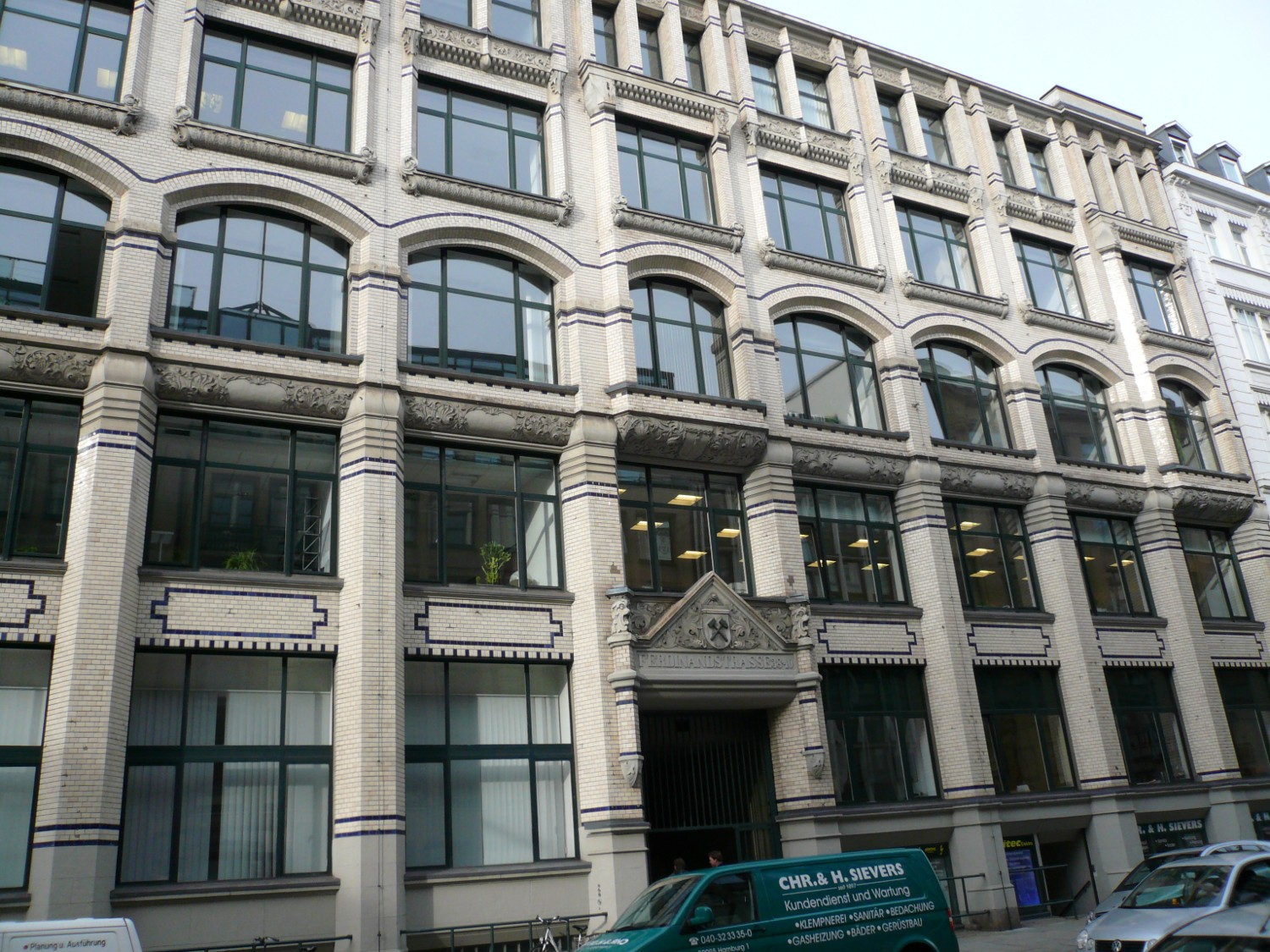
Kirdorfhaus
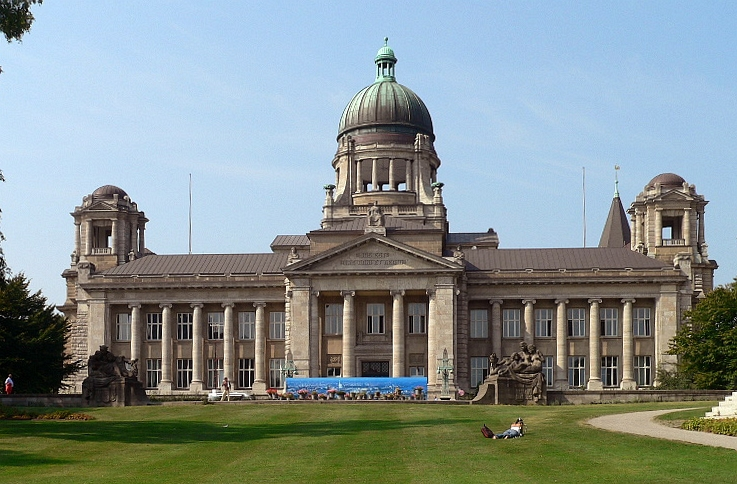
Oberlandesgericht
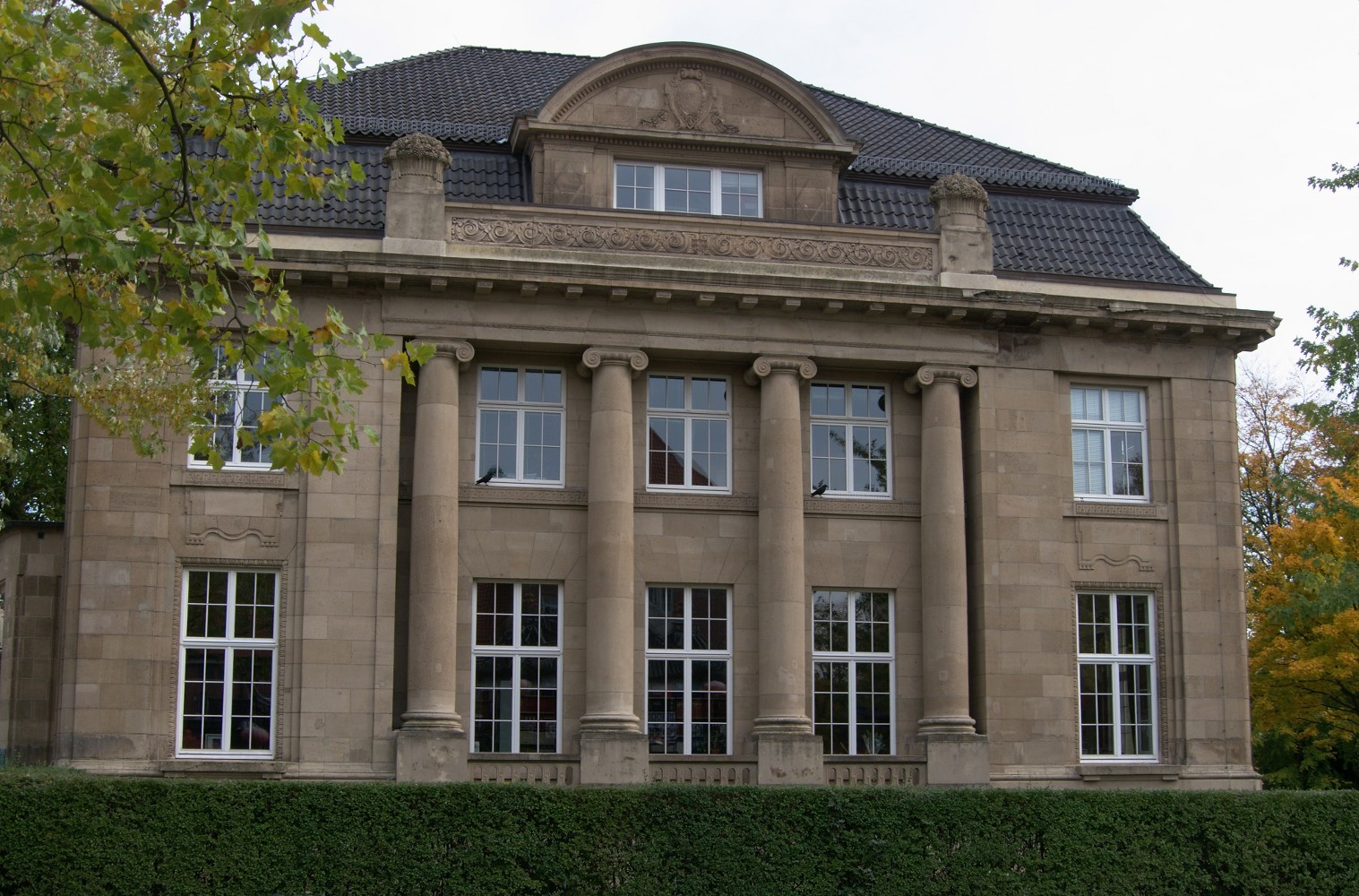
Villa Ballin
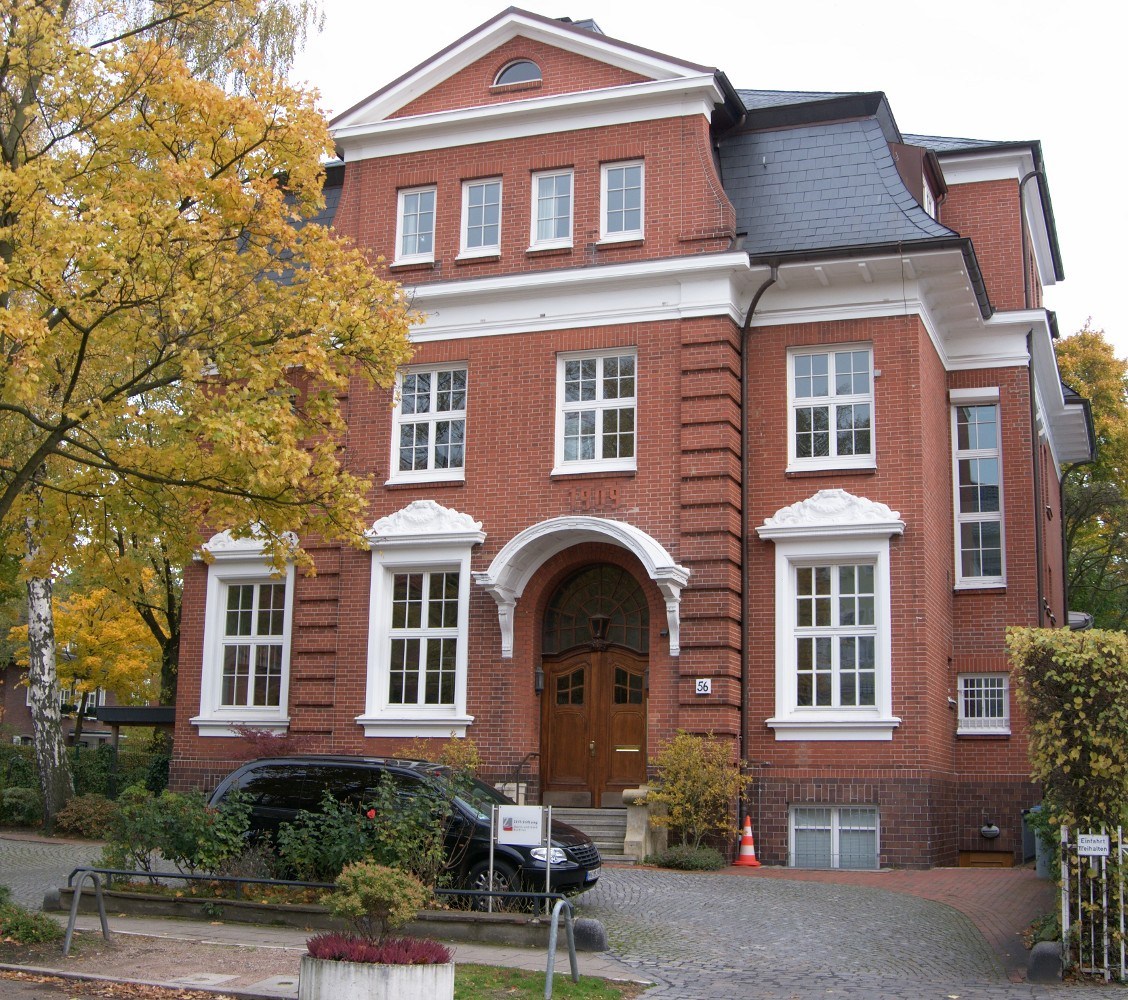
ZEITStiftung
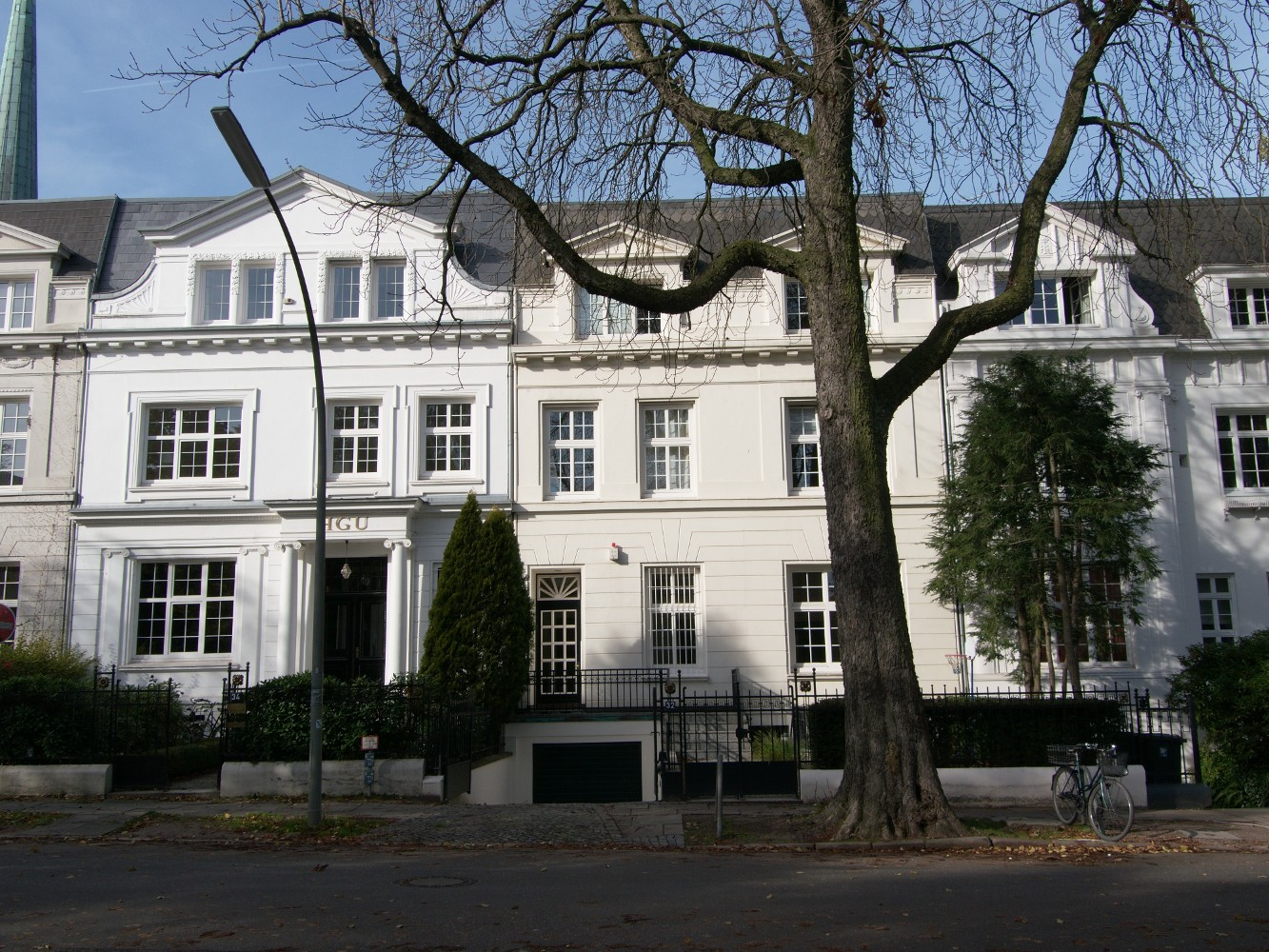
Abteistraße
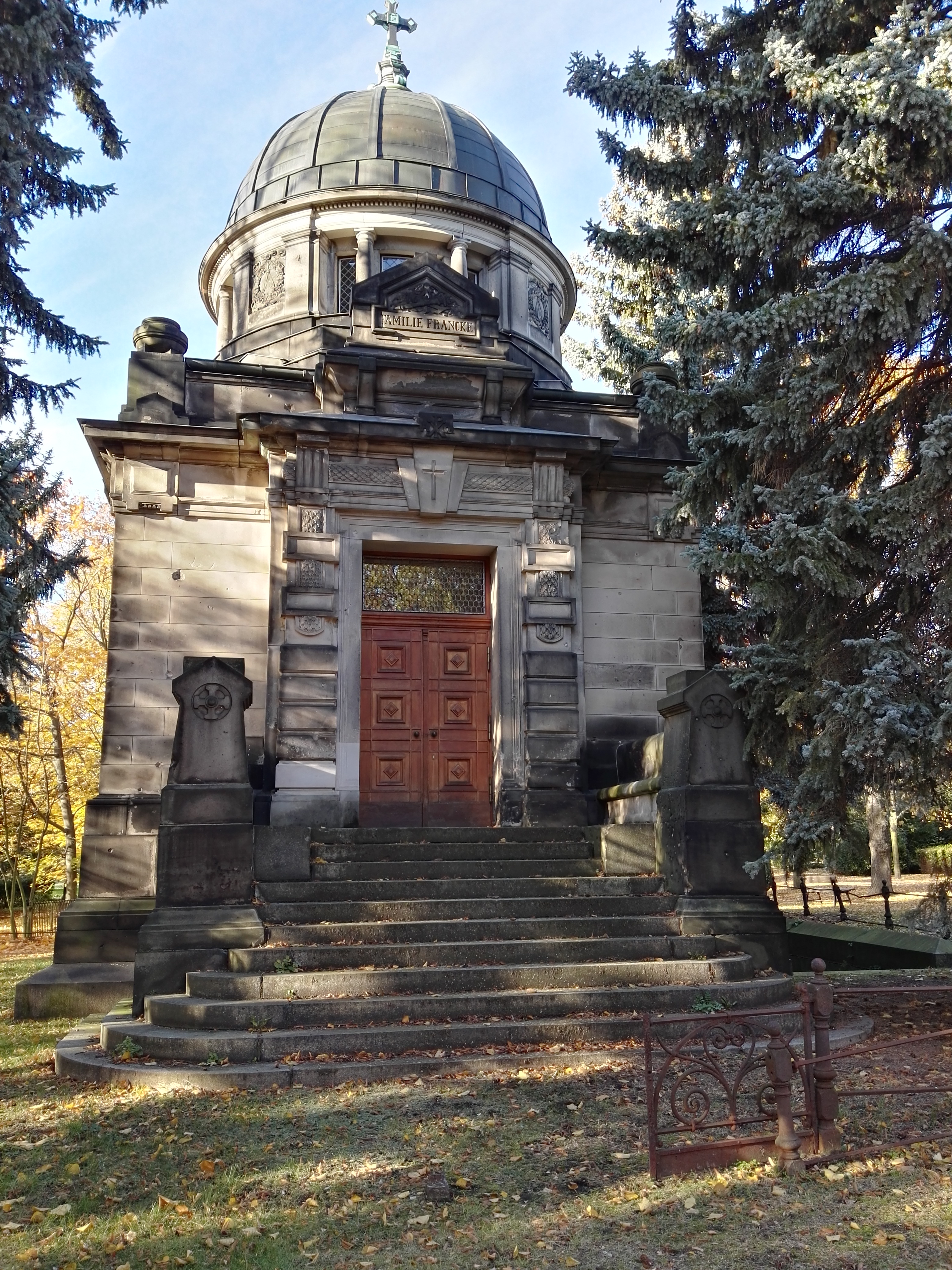
Mausoleum Francke in Berlin